# Vokov (Třebeň)
Vokov (in tedesco Wogau) è una frazione di Třebeň, comune ceco del distretto di Cheb, nella regione di Karlovy Vary.

## Geografia fisica
Vokov è situato sulla riva sinistra del fiume Eger, a circa 4,5 km a sud est di Třebeň e 7 km a nord est di Cheb, ad un'altitudine di 422 metri s.l.m..
Altri comuni limitrofi sono Nový Drahov, Tršnice, Jindřichov ed Horní Ves ad ovest, Dvoreček, Hněvín, Starost, Milhostov, Kateřina e Děvín a nord, Vackovec, Hartoušov e Sebenbach ad est e Potočiště, Ava, Dolní Dvory e Reichersdorf a sud.

## Storia
La prima menzione del villaggio risale ad un testo storico del 1216. Nel XVII secolo la fortezza locale fu distrutta, ed oggi rimane solo qualche muro. Nel 1666 Vokov passò sotto il dominio della città di Cheb.
Negli anni 1869-1978 il villaggio appartenne al comune di Třebeň, mentre dal 1978 passò a Františkovy Lázně. Dal il 1980 Vokov divenne indipendente, ricadendo, dal 1998, di nuovo sotto Třebeň.
Oggi vi è un esiguo numero di residenze. Tra le opere artistiche, sono presenti una cappella, una statua di san Giovanni Nepomuceno del 1780 ed una statua di santa Maria Maddalena del XVIII secolo.